# Ojibwa
Los ojibwa, ojibwe, chippewa o saulteaux son un pueblo anishinaabe en lo que actualmente es el sur de Canadá y el norte del medio oeste de los Estados Unidos. En los Estados Unidos, los ojibwa representan la quinta población más grande entre los pueblos nativos americanos, superada en número sólo por los navajos, cheroqui, choctaw y sioux . En Canadá, son la segunda población más grande de las Naciones Originarias, sólo superada por los Cree. Son uno de los pueblos indígenas más numerosos al norte del Río Bravo.
El pueblo ojibwa tradicionalmente habla el idioma ojibwa, una rama de la familia lingüística algonquina. Son parte del Consejo de los Tres Fuegos y los Anishinaabe, que incluyen a los Algonquinos, los Nipissing, Oji-Cree, Ottawa y Potawatomi. La población de Ojibwe es de aproximadamente 320 000 personas, con 170 742 viviendo en los Estados Unidos a partir de 2010 y aproximadamente 160 000 viviendo en Canadá. En los Estados Unidos, hay 77 940 ojibwas de la línea principal, 76 760 Saulteaux, y 8770 Mississauga, organizados en 125 bandas. En Canadá viven desde el oeste de Quebec hasta el este de Columbia Británica.

## Etimología
El exónimo de este grupo Anishinaabe es Ojibwe (plural: Ojibweg). Este nombre es comúnmente anglicizado como "Ojibwa" o "Ojibway". El nombre "Chippewa" es una anglicización alternativa. Aunque existen muchas variaciones en la literatura, "Chippewa" es más común en los Estados Unidos y "Ojibway" predomina en Canadá, pero ambos términos se utilizan en cada país. En muchas comunidades de Ojibwas en Canadá y Estados Unidos desde finales del siglo XX más miembros han estado usando el nombre generalizado Anishinaabe(-g).
Se desconoce el significado del nombre Ojibwe; las explicaciones más comunes para las derivaciones de nombres son:
- ojiibwabwe (/ o / + / jiibw / + / abwe /), que significa "aquellos que cocinan/asan hasta que se fruncen", refiriéndose a su curado al fuego de las costuras de los mocasines para hacerlos impermeables.[7] Algunas fuentes del siglo XIX dicen que este nombre describía un método de tortura ritual que los Ojibwa aplicaban a sus enemigos.[8]
- ozhibii'iwe (/ o / + / zhibii '/ + / iwe /), que significa "aquellos que llevan registros [de una Visión]", refiriéndose a su forma de escritura pictórica y pictografías utilizadas en los ritos sagrados de Midewiwin;[9]
- ojiibwe (/ o / + / jiib / + / we /), que significa "aquellos que hablan con rigidez" o "aquellos que tartamudean", un exónimo o nombre que les dieron los Cree, quienes describieron el idioma ojibwa por sus diferencias con su propio idioma.[10]

## Idioma
El idioma ojibwa se conoce como Anishinaabemowin o Ojibwemowin, y todavía se habla ampliamente, aunque el número de hablantes fluidos ha disminuido drásticamente. Hoy en día la mayoría de los hablantes fluidos del idioma son ancianos. Desde principios del siglo XXI existe un movimiento creciente para revitalizar el idioma y restaurar su fuerza como parte central de la cultura ojibwa. La lengua pertenece al grupo lingüístico algonquino y es descendiente del proto-algonquiano. Sus idiomas hermanos incluyen blackfoot, cheyene, cree, meskwaki, menominee, potawatomi y shawnee entre las tribus de las llanuras del norte. Anishinaabemowin se conoce con frecuencia como una lengua "algonquina central"; sin embargo, el algonquino central es una agrupación de áreas, más que una genética lingüística.
La popularidad del poema épico The Song of Hiawatha, escrito por Henry Wadsworth Longfellow en 1855, dio publicidad a la cultura ojibwa. La epopeya contiene muchos topónimos que se originan en palabras del ojibwa.

## Historia
A principios del s. XVII los ojibwa invadieron las tierras de los indios dakota, quienes en respuesta invadieron la cuenca del río Minesota, derrotando y echando a su vez a los indios iowa y oto.

### Historia oral previa al contacto
Según la historia oral de los ojibwa y de grabaciones en rollos de corteza de abedul, los ojibwa se originaron en la desembocadura del río San Lorenzo en la costa atlántica de lo que hoy es Quebec. Comerciaron ampliamente en todo el continente durante miles de años mientras migraban, y conocían las rutas de las canoas para moverse de norte, oeste a este y luego al sur en las Américas. La identificación de los ojibwa como una cultura o un pueblo puede haber ocurrido en respuesta al contacto con los europeos. Los europeos prefirieron tratar con grupos e intentaron identificar a los que encontraron.
De acuerdo con la historia oral ojibwa, siete grandes miigis (conchas de cauri) se les aparecieron en el Waabanakiing (Tierra de la Aurora, es decir, la tierra del este) para enseñarles la Midewiwin, el camino de la vida. Uno de los siete grandes seres miigis era demasiado poderoso espiritualmente y mató a la gente en Waabanakiing cuando estaban en su presencia. Los seis grandes seres miigis quedaron para enseñar, mientras que uno regresó al océano. Los seis grandes seres miigis establecieron doodem (clanes) para las personas en el este, simbolizados por especies de animales, peces o aves. Los cinco doodem originales de Anishinaabe fueron los Wawaazisii, Baswenaazhi, Aan'aawenh, Nooke y Moozoonsii, luego estos seis seres miigis regresaron al océano también. Si el séptimo miigis se hubiera quedado, habría establecido el doodem del Pájaro del trueno.

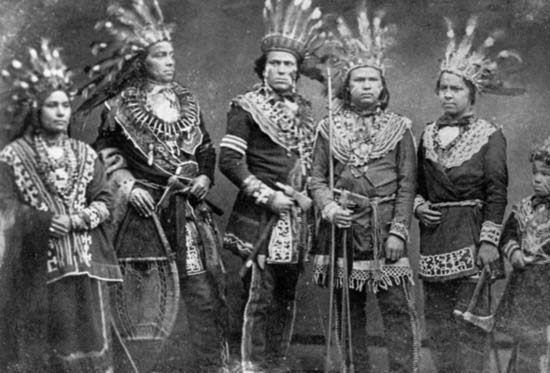
Cinco jefes ojibwas en el.

Más tarde, uno de estos miigis apareció en una visión para relatar una profecía. Dijo que si los Anishinaabeg no se movían más hacia el oeste, no podrían mantener vivas sus formas tradicionales debido a los muchos nuevos colonos de piel pálida que llegarían pronto al este. Su ruta de migración se simboliza por una serie de pequeñas islas de tortuga, que fue confirmado con miigis conchas (es decir, conchas de cauri). Después de recibir la garantía de sus "hermanos aliados" (es decir, Mi'kmaq) y "padre" (es decir, Abenaki) de su seguridad para trasladarse tierra adentro, los Anishinaabeg migraron gradualmente hacia el oeste a lo largo del río San Lorenzo hasta el río Ottawa y el lago Nipissing y luego a los Grandes Lagos.
La primera de las Islas Tortuga más pequeñas fue Mooniyaa, donde se desarrolló Mooniyaang (actual Montreal).  El "segundo lugar de parada" fue en las cercanías de las Wayaanag-gakaabikaa (Cascadas cóncavas, es decir, las Cataratas del Niágara). En su "tercer lugar de parada", cerca de la actual ciudad de Detroit, Míchigan, los Anishinaabeg se dividieron en seis grupos, de los cuales el Ojibwa era uno.
El primer centro cultural nuevo significativo de Ojibwa fue su "cuarto lugar de parada" en Manidoo Minising (Isla Manitoulin). Su primer nuevo centro político fue referido como su "quinto lugar de parada", en su actual país en Baawiting (Sault Ste. Marie). Continuando con su expansión hacia el oeste, los Ojibwas se dividieron en la "rama norte", siguiendo la orilla norte del Lago Superior, y la "rama sur", a lo largo de su costa sur.
A medida que la gente continuó migrando hacia el oeste, la "rama norte" se dividió en un "grupo del oeste" y un "grupo del sur". La "rama sur" y el "grupo sur" de la "rama norte" se unieron en su "sexto lugar de parada" en Spirit Island (46°41′15″N 92°11′21″W) ubicada en el río Saint Louis en el extremo occidental del Lago Superior. (Esto se ha desarrollado desde entonces como las actuales ciudades Duluth/Superior). En una visión, los miigis dirigieron a la gente a ir al "lugar donde hay comida (es decir, arroz salvaje) sobre las aguas". Su segundo asentamiento importante, Zhaagawaamikong, francés, Chequamegon) en la orilla sur del Lago Superior, cerca de la actual La Pointe, Wisconsin.
El "grupo del oeste" de la "rama norte" migró a lo largo del río Rainy, el río Rojo del Norte y atravesó las Grandes Llanuras del norte hasta llegar al noroeste del Pacífico . A lo largo de su migración hacia el oeste, se encontraron con muchos miigis o caracoles de cauri, como se dice en la profecía.